# 1132 Голландія
1132 Голландія (1132 Hollandia) — астероїд головного поясу, відкритий 13 вересня 1929 року.
Тіссеранів параметр щодо Юпітера — 3,307.